# Longwood, Florida
Longwood är en stad (city) i Seminole County, i delstaten Florida, USA. Enligt United States Census Bureau har staden en folkmängd på 13 732 invånare (2011) och en landarea på 14,1 km².